# Jan Amos Komenský

Jan Amos Komenský, latinsky Iohannes Amos Comenius, německy Johann Amos Comenius (28. března 1592 jihovýchodní Morava – 15. listopadu 1670 Amsterdam, Spojené provincie nizozemské) byl poslední biskup českých a moravských exilových sborů Jednoty bratrské a jeden z největších českých myslitelů, filozofů a spisovatelů. Během svého života si získal renomé především jako pedagog, resp. teoretik pedagogiky a autor mnoha spisů z tohoto oboru. Byl jediným tvůrcem originální, filozoficky ukotvené pedagogické soustavy v českých zemích, zabýval se všeobecnou teorií výchovy, didaktikou, vytvořil speciální metodiku výuky jazyků a sám sepisoval originální učebnice. Už za Komenského života si získaly mimořádnou oblibu jeho jazykové příručky Janua linguarum reserata (Dvéře jazyků otevřené, známé jako Brána jazyků otevřená) a Orbis sensualium pictus (Svět v obrazech). Komenský je považován za zakladatele moderní pedagogiky a vysloužil si přízvisko „Učitel národů“.
Literární činnost Jana Amose Komenského, který byl jako nekatolík nucen od roku 1628 působit v exilu, je velmi obsáhlá, tematicky různorodá a žánrově pestrá. Komenský psal latinsky i stylisticky vyspělou a lexikálně bohatou češtinou. Tvořil spisy encyklopedické a jeho ideálem byla pansofie (vševěda), objímající veškeré tehdejší vědění, zanechal však také díla teologická i teosofická, irénická, hymnologická i hymnografická či všenápravná (výchovná, ale přesahující rámec didaktiky). Do obecného povědomí se zapsal také jako autor nejslavnějšího česky psaného díla 17. století s názvem Labyrint světa a ráj srdce.

## Život

### Dětství

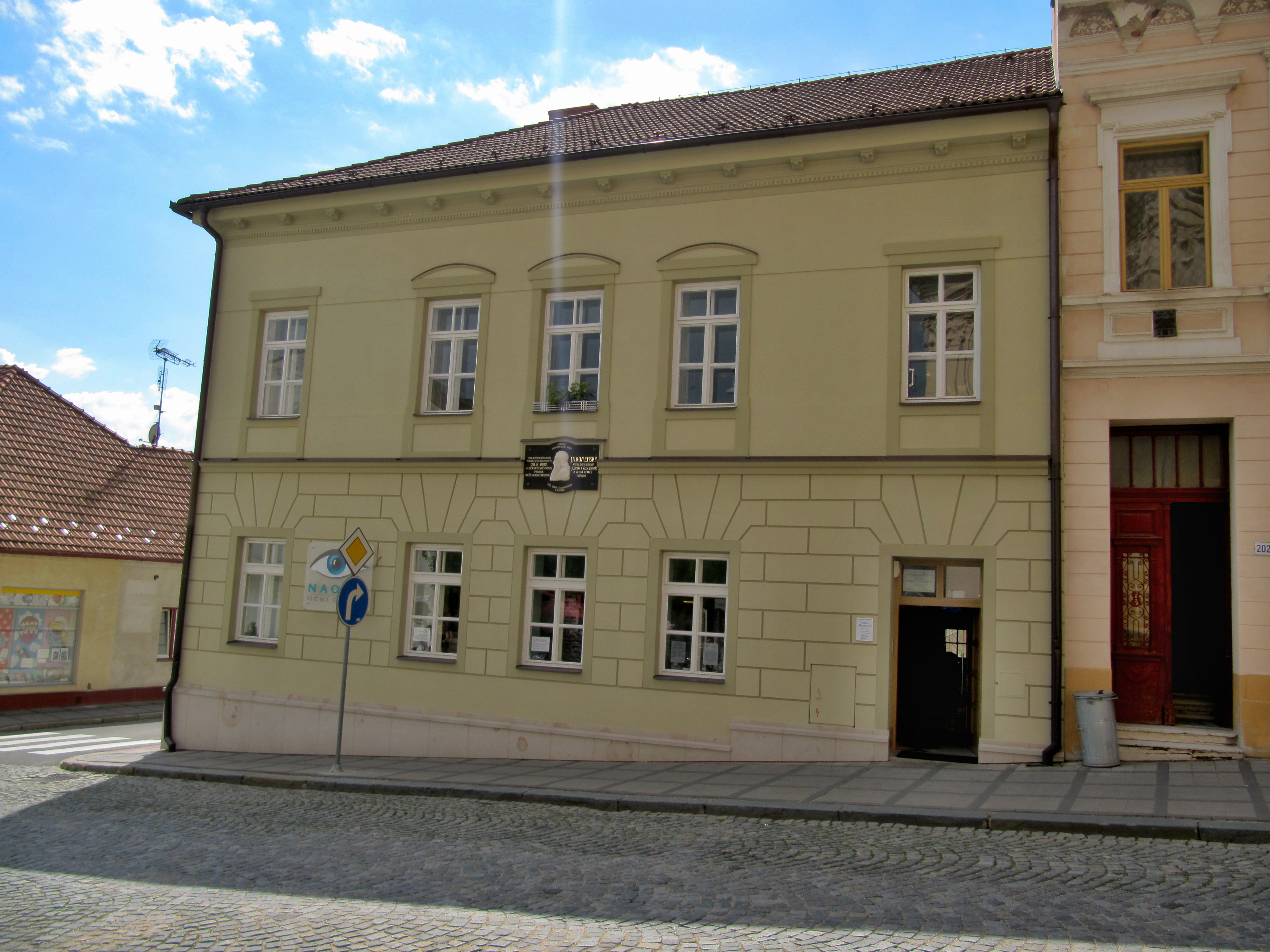
Možné rodiště Komenského v Uherském Brodě

Rodinné příjmení bylo jméno Szeges. Jeho otec přijal pseudonym Komenský. Místo narození Jana Amose Komenského není známo. Jako pravděpodobná místa se uvádějí Uherský Brod (jak je uvedeno v Naardenu na náhrobní desce) nebo Nivnice (Komenský v některých dokumentech, hlavně v dobách svých univerzitních studií, připojoval k podpisu Nivnický, Nivanus, Nivnicensis). Občas se zmiňuje i Komňa (z čehož by mohl vzniknout přídomek Komenský, Comenius, jako jeho rodiště Komňu uváděli i někteří Komenského vrstevníci), odkud pocházela otcova rodina. Knihu Všenáprava vlasti podepsal Komenský široce: Jan Amos Szeges Nivnický, po otci nazvaný Komenský. Moravu považoval za svou vlast a češtinu za svůj rodný jazyk. Sám sebe v knize Opera omnia didactica charakterizoval „původem Moravan, jazykem Čech a povoláním teolog“.
Jan žil s rodiči v Uherském Brodě (pocházel z měšťanské rodiny). Jeho otec Martin Segeš (orig. Szeges) († mezi lety 1602–4), byl členem Jednoty bratrské, jeho matkou byla Anna Chmelová. Jeho dědeček János Szeges pocházel z Uher. Po smrti rodičů a dvou ze čtyř (Kateřina, Markéta, Ludmila a Zuzana) sester (1604) se o něj starala jeho teta ve Strážnici, kde začal studovat. Strážnice, patřící tehdy rodu Žerotínů, byla roku 1605 přepadena a vypálena uherskými bočkajovci, stoupenci sedmihradského protestantského knížete Štěpána Bočkaje, bojujícího proti Habsburkům. Po jejich vpádu musel Komenský Strážnici opustit.

### Studia

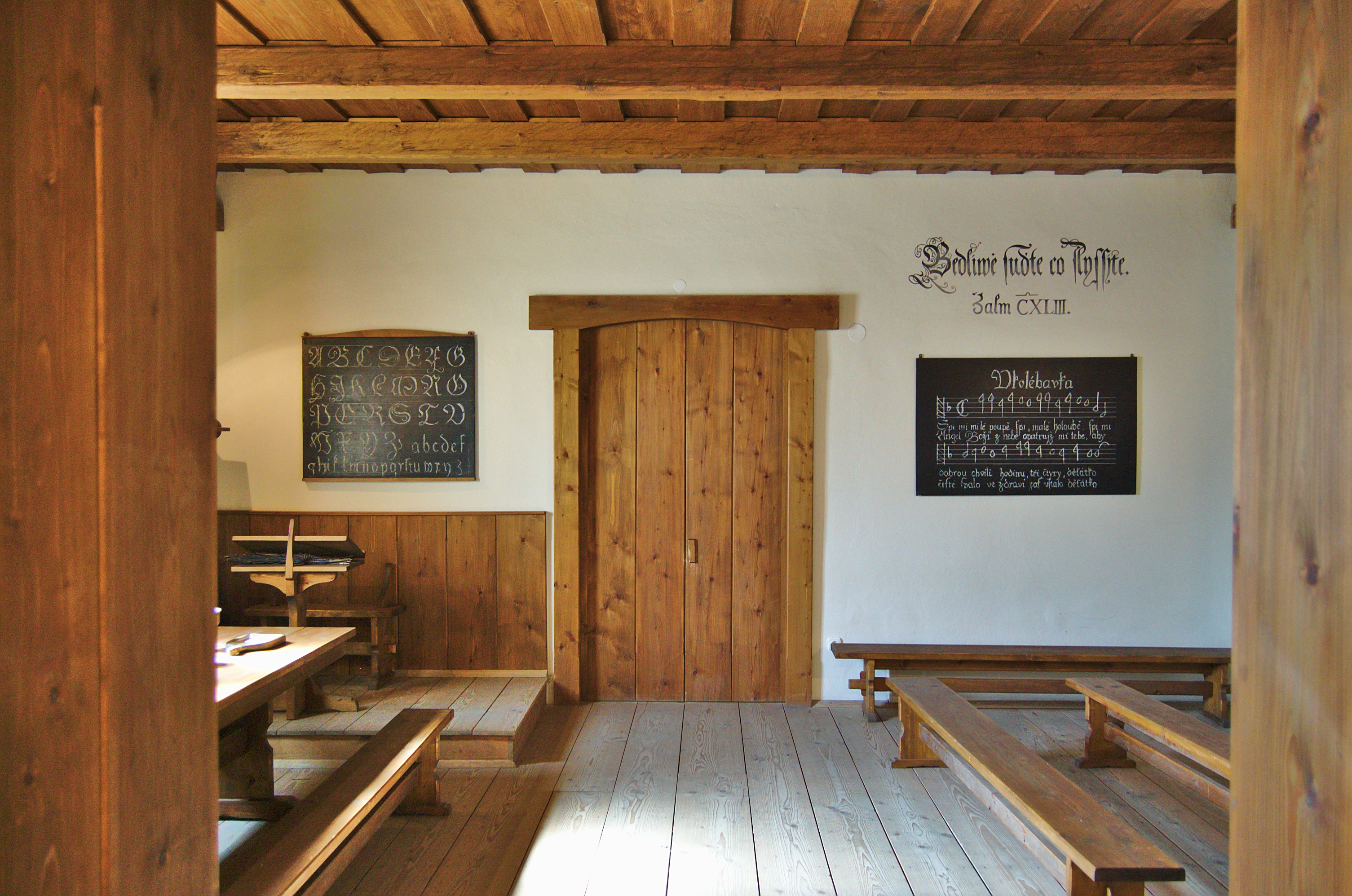
Muzeum Komenského na zámku v Přerově – školní třída z doby J. A. Komenského

Roku 1608 začal studovat na bratrské škole v Přerově, kde byl jeho mentorem biskup Jan Lanecký a odkud v roce 1611 odešel na akademii do Herbornu. Již při studiu začal pomáhat profesoru teologie a nejmladšímu členu profesorského sboru Johannu Heinrichu (Janu Jindřichu) Alstedovi s pracemi na obecné encyklopedii. Alsted se pro Komenského stal vzorem. Sám pak začal psát dvě velká díla: Poklad jazyka českého, což měl být velký slovník, a dále encyklopedii Divadlo veškerenstva věcí. Tato díla nedokončil, zanikla při velkém požáru Lešna v roce 1656. Roku 1613 Jan navštívil Amsterdam, v té době vysoce rozvinuté město Evropy. Odtud se vypravil na univerzitu do Heidelbergu v Německu, kde ovšem strávil pouze jeden semestr. Poté se roku 1614 vrátil přes Prahu do Přerova, kde působil jako rektor bratrské školy.

### Kněz a kazatel
Dne 26. 4. 1616 byl na bratrském synodu v Žeravicích vysvěcen na kněze a zřejmě teprve v roce 1618 odešel do Fulneku, kde působil jako rektor tamější bratrské školy a jako správce sboru Jednoty bratrské. Zřejmě ještě před odchodem do Fulneku poznal svou první ženu Magdalénu Vizovskou, dceru nebožtíka Buriana Vizovského ze Zábřeha, která měla věno pojištěné na domě v třebíčském Jejkově a který Komenský v září 1618 na místě své manželky prodal. V této době psal spis Listové do nebe.
Po porážce stavovského povstání (1621) byl nucen opustit Fulnek a skrývat se na různých místech v Čechách a na Moravě, protože odmítal konvertovat ke katolictví. Po roce ukrývání (roku 1622) mu během morové epidemie zemřela manželka a jeho dvě děti, které zůstaly ve Fulneku. Pod vlivem událostí psal filozoficko-útěšné spisy Truchlivý a Hlubina bezpečnosti. Nejpozději od roku 1624 Jan přebýval v Brandýse nad Orlicí na panství svého ochránce Karla staršího ze Žerotína, kde se seznámil se svou druhou ženou Marií Dorotou Cyrillovou, dcerou bratrského kněze a někdejšího konseniora pražské konzistoře podobojí Jana Cyrila Třebíčského-Špalka) pocházejícího z Třebíče a Doroty Dubenské z Kostelce nad Orlicí. S ní měl dcery Dorotu Kristinu, Alžbětu a Zuzanu a syna Daniela. Dcera Alžběta si vzala Petra Figula Jablonského, z tohoto svazku měl Komenský 5 vnuků, dcera Marie si vzala bratrského kněze Jana Molitora. V Brandýse nad Orlicí Komenský napsal svůj patrně nejznámější spis Labyrint světa a ráj srdce a věnoval jej Karlu st. ze Žerotína.
Na podzim roku 1627 se během svého pobytu ve východních Čechách seznámil s Kristinou Poniatowskou, schovankou Angeliny Zárubové z Hustiřan, majitelky panství Horní Branná u Jilemnice. Sedmnáctiletá Kristina trpěla duševní chorobou, prý po zhlédnutí komety nad zámkem 12. listopadu 1627 upadala do vytržení, načež pronášela prorocké vize. Komenský se do Horní Branné vypravil z vlastního zájmu, aby proroctví zapsal.

### V Lešně

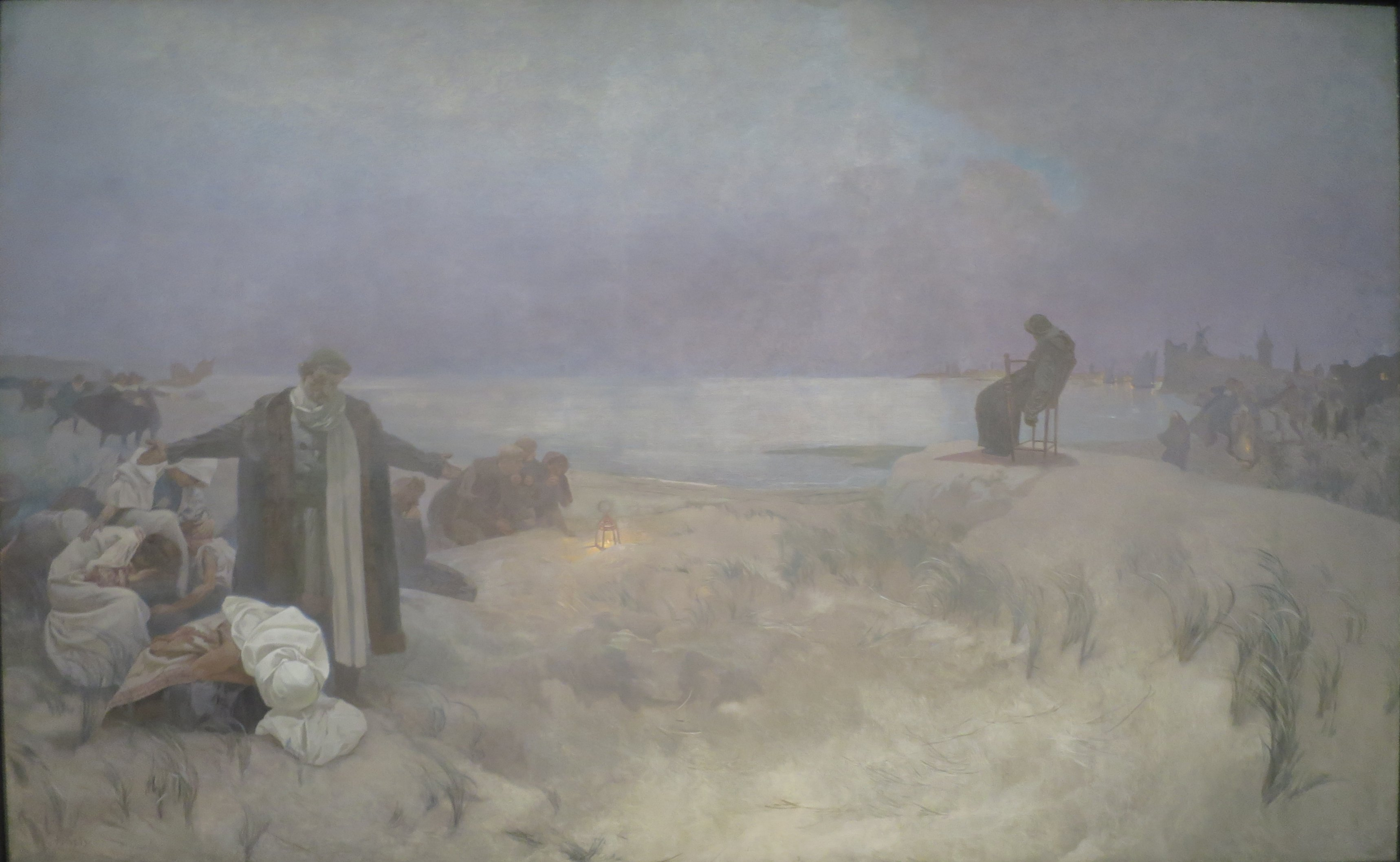
Obraz Jan Ámos Komenský, učitel národů z cyklu Slovanská epopej od Alfonse Muchy, 1918

Po vydání Obnoveného zřízení zemského, které prohlásilo katolické náboženství za jediné povolené vyznání v českých zemích, odešel v roce 1628 (spolu s rodinou a Poniatowskou) jako pobělohorský exulant do polského Lešna, které se stalo centrem bratrské víry. Zpočátku doufal, že se brzy vrátí zpět do vlasti, proto psal česky. Začal psát učebnice a připravoval plán na zlepšení organizace školství, např. v díle Navržení krátké o obnově škol v Království českém. V Lešně byl zvolen biskupem a písařem, brzy se stal i zástupcem rektora gymnázia, což vedlo k jeho zájmu o pedagogiku. V tomto období vznikla velká část jeho děl, především pak z oblasti pedagogiky jako např. Česká didaktika. Ta měla být původně součástí velkého díla, které chtěl nazvat Ráj český. Obsahem měla být teoretická, didaktická a praktická část, která by sloužila rodičům a učitelům. Napsal Velkou didaktiku, kterou později přepracoval do latinské podoby Didactica magna a začal pracovat na Vševědě (Pansofii). Komenskému postupně jeho díla jako Brána jazyků otevřená a Informatorium školy mateřské zajistila věhlas po celé nekatolické Evropě. Byl zván na univerzity několika zemí, nabídky však odmítal. První významnou nabídku (zprostředkovanou Samuelem Hartlibem) Jan přijal až roku 1641, kdy se rozhodl vyhovět pozvání anglického parlamentu na přednáškové turné, během něhož vystoupil i před Královskou akademií věd. V této době vyjádřil své myšlenky ve spise Via lucis. Kvůli zvyšujícímu se tlaku anglické občanské války Komenský Anglii opustil, avšak zanedlouho dostal pozvání z řady dalších zemí. V tuto dobu si Jan uvědomil, že právě prostřednictvím těchto nabídek může rozšířit svůj vliv a své myšlenky.

### Ve Švédsku
Roku 1642 odešel přes Amsterdam do Švédska, kam byl pozván, aby vedl reformu tamního školství a napsal pro ni učebnice. Pracovat na ní začal s několika pomocníky v městě Elblag, které je Polsku, ale tehdy bylo ovládáno Švédy. Vznikl zde spis Nejnovější metoda jazyků, současně však pracoval na Obecné poradě o nápravě věcí lidských. Kvůli rozporům s donátory i spolupracovníky nakonec učebnice požadované švédským kancléřem Oxenstiernou Komenský nevytvořil, a to ani na nátlak ochránce Louise de Geera. Zato zde vznikla část Obecné porady o nápravě věcí lidských. Roku 1648 se společně s těžce nemocnou manželkou vrátil zpět do Lešna, kde působil jako biskup. V Lešně jeho druhá žena 26. srpna zemřela a již o rok později se v Toruni oženil potřetí, tentokrát s Janou Gajusovou, která byla více než o třicet let mladší a pocházela z Týna nad Vltavou. Když byl v roce 1648 uzavřen vestfálský mír, a tím skončila třicetiletá válka, skončily též naděje českých exulantů na návrat do vlasti. Komenský se loučil s vlastí a církví spisem Kšaft umírající matky jednoty bratrské.

### VUhrách

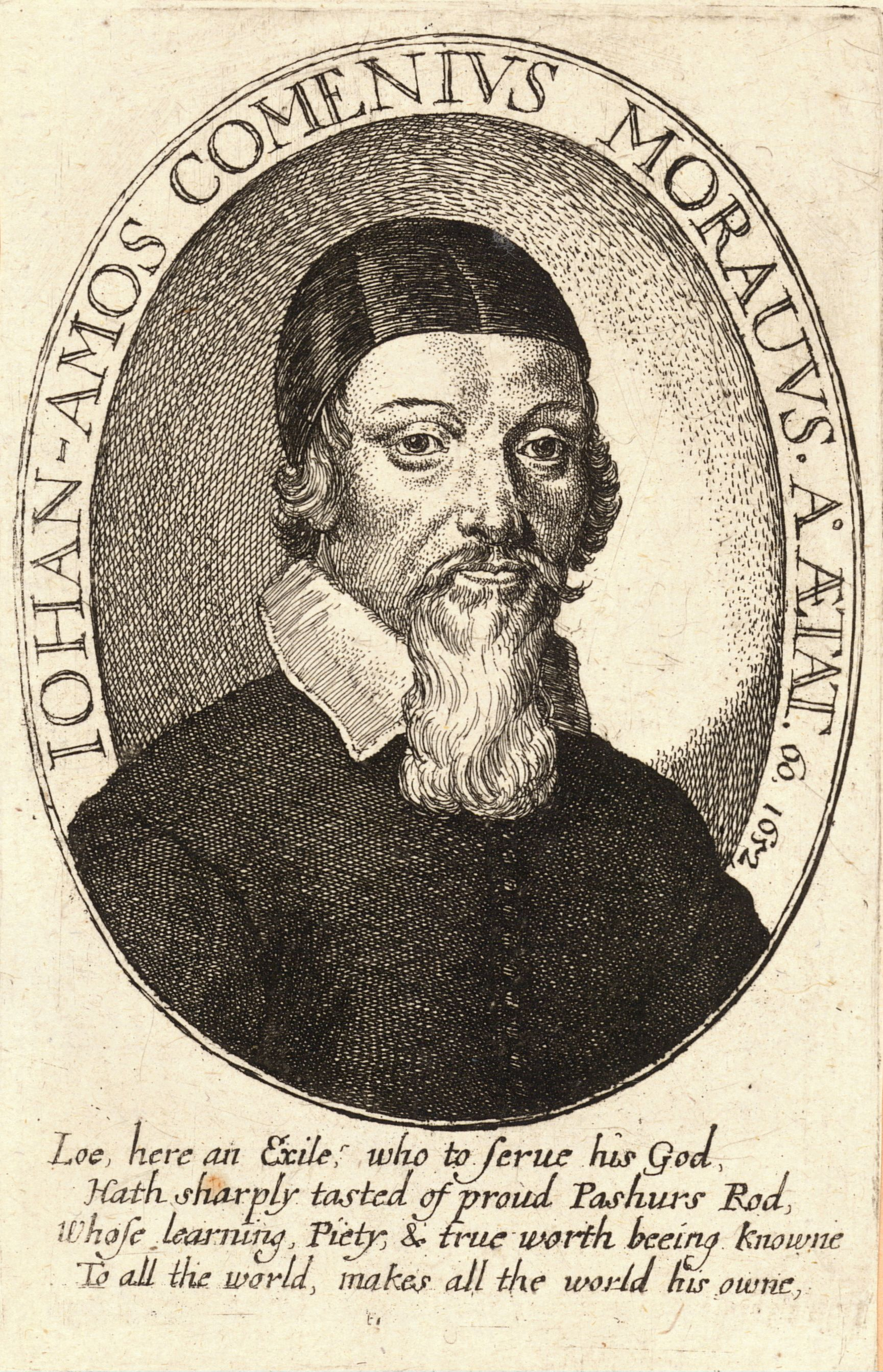
J. A. Komenský, rytina Václava Hollara z roku 1652

Roku 1651 přijal pozvání sedmihradského knížete Jiřího Rákocziho do Šarišského Potoka, kde měl u jeho dvora organizovat reformu školství a pansofickou sedmiletou školu. Poprvé měl tedy možnost ověřit si své názory v praxi. Otevřeny byly ovšem jen 3 třídy, jež byly nazvány Vestibulum, Janua a Atrium. Pro své žáky vytvořil příručku Pravidla mravů a také zde vznikla učebnice Orbis pictus (česky Svět v obrazech) a Schola ludus (česky Škola hrou). Z ní Komenský s úspěchem předváděl, nakolik jsou děti schopné podat dramatický divadelní kus, ve školním prostředí. Roku 1651 také oddal falckou princeznu Jindřišku Marii se Zikmundem Rákóczim, mladším synem knížete Jiřího Rákócziho, jejich manželství však nemělo dlouhého trvání.

### Zpět v Lešnu, požár
V letech 1654–1656 opět pobýval v Lešně, kde pracoval na Pansofii, vydal Slovník české řeči a Slovník pansofických definic. Roku 1654 Švédsko napadlo Polsko, avšak švédská invaze do Polska se nějakou dobu Lešnu vyhnula. V roce 1655 přišlo švédské vojsko k Lešnu a čeští a moravští bratři v čele s Janem Amosem Komenským „zachránili“ Lešno před dobýváním Švédy otevřením městských bran. Komenský píše oslavnou řeč o švédském králi Karlu X. a čile se druží se švédským velitelem Schichtlingem. 27. dubna 1656 ale začalo deset tisíc polských partyzánů město obléhat a při následném požáru přišel téměř o všechen majetek i cenné rukopisy jako Česko-latinský slovník, na kterém pracoval prakticky celý život a který považoval za stěžejní dílo. Komenský musel kvůli kolaboraci se Švédy z Polska prchnout, jeho útěk byl proveden na poslední chvíli a stěží si zachránil život. Přišel také o většinu Pansofie a Metafyziky a další díla. Shořel i spis Haggaeus redivivus, ale dochoval jeho „opis z opisu“. Ztrátu svého díla nesl Komenský velice těžce a nikdy se z ní zcela nevzpamatoval. Na pozvání svého přítele Louise De Geera se již v roce 1656 uchýlil do Amsterdamu.

### V Amsterdamu

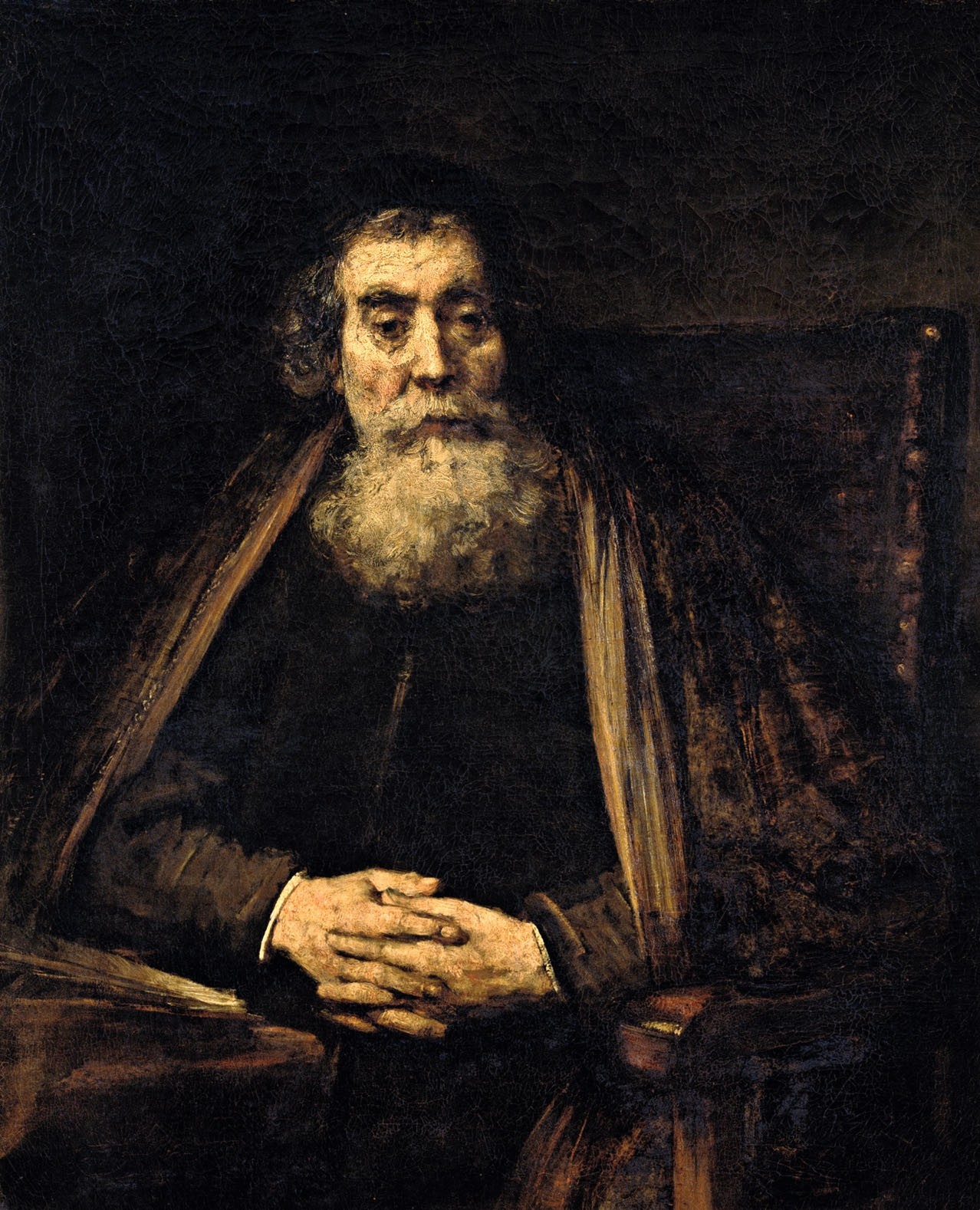
Rembrandtův obraz Starý muž (1665), zřejmě zobrazující Jana Amose Komenského, galerie Uffizi ve Florencii

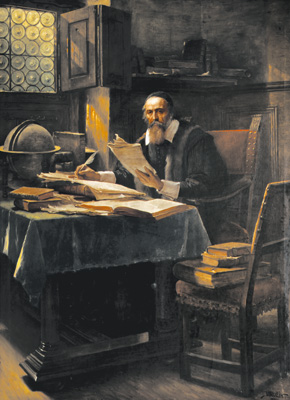
Komenský na obraze Václava Brožíka z roku 1891

Konec svého života (14 let) strávil v holandském Amsterdamu v bytě na jedné z nejlepších ulic, kde se konečně mohl v klidu a pohodlí věnovat pracím všenápravným. Proto také odmítl profesuru na Amsterdamské akademii. Společníkem mu zde byl například Rembrandt van Rijn a se zhoršujícím se zdravím také čím dál častěji lékař Nicolaes (Mikuláš) Tulp (můžeme ho najít na Rembrandtově Anatomii dr. Tulpa). Jan se v této době aktivně účastnil mírových jednání anglicko-nizozemské války. V Amsterdamu byla vydána polovina z celého Komenského díla, například soubor 43 spisů pod názvem Opera didactica omnia (Veškeré spisy didaktické), které se setkaly s velkým ohlasem, dále jednotlivé části Všenápravy: Všeobecné probuzení, Všeobecné osvícení, Pansofie, Vševýchova a Všemluva a menší díla jako Smutný hlas zaplašeného hněvem Božím pastýře k rozplašenému, hynoucímu stádu, ostatní již rady dáním se všemi se žehnající (1660) a Jedno potřebné (též Jedno nezbytné), které bývá považováno za závěť lidstvu. Navzdory usilovné práci a pomoci syna Daniela, zůstala mnohá díla více či méně nedokončena.
- V roce 1660 zde bylo poprvé vydáno Komenského dílo Historia fratrum Bohemorum, eorum ordo et disciplina ecclesiastica cum ecclesiae Bohem. ad Anglicanam Paraenesi o historii a řádu Jednoty bratrské.[23] Kniha vyšla v roce 1702 i v Halle. Toto vydání zaujalo Mikuláše Ludvíka Zinzendorfa, a proto na jeho základech vypracoval statuty nově vznikající Moravské církve v Ochranově.[24]

Ve spise Letzte Posaun Uber Deutschlandt z roku 1663, který byl adresován protestantským knížatům na říšském sněmu v Řezně, Komenský reagoval na postup Osmanských Turků do Rakous a na Moravu během rakousko-turecké války v letech 1663–1664 a „úpěnlivě volá, aby se společný boj proti Turkům konečně stal podnětem k nápravě křesťanských věcí, k revizi bezbožného vestfálského míru a ke konečnému sjednocení křesťanů na základě tolerance a ekumenismu“.
Zemřel po dlouhodobých zdravotních problémech, ve společnosti své ženy Jany, syna Daniela, přítele a lékaře Mikuláše Tulpa, 15. listopadu 1670. Byl pohřben v kostelíku v Naardenu. V roce 1819 byl kostel zrušen a hrob Komenského upadl v zapomnění. Budova kostela sloužila jako dílna, skladiště a později byla součástí vojenských kasáren. Od konce 19. století probíhalo na naléhání českých úřadů hledání posledního odpočinku Komenského. V roce 1929 byly československými a nizozemskými vědci objeveny Komenského tělesné pozůstatky. V letech 1933–1937 dali čeští umělci kostelu důstojný vzhled Komenského mauzolea. V roce 1992 bylo v sousední budově otevřeno muzeum o životě a díle slavného myslitele.

## Hlavní pedagogické názory
Vysoce oceňoval význam výchovy. Podle něj by žádné dítě nemělo být vyloučeno z výchovy, protože i to nejméně nadané dítě lze alespoň poněkud vychovat.
Výchova dítěte má podle něj tři hlavní cíle:
- poznat sebe a svět – vzdělání ve vědách, uměních a řemeslech
- ovládnout sebe – výchova mravní
- povznést se k Bohu – výchova náboženská

Klade důraz na význam kázně. Odmítá tělesné tresty za neznalost, ale za porušení kázně je v určitých případech připouští.
Ve svých spisech navrhoval Komenský tuto školskou organizaci:
- od narození do 6 let má být dítě vychováváno doma. Obsah výuky stanovil v příručce pro rodiče Informatorium školy mateřské
- od 6 do 12 let navštěvují děti školu obecnou, která by měla být v každém městě i vesnici. Škola je pro chlapce i dívky. Vyučuje se čtení, psaní, počítání, náboženství, reálie (učení o přírodě a společnosti), zpěv, ruční práce. Vyučování probíhá dvě hodiny dopoledne a dvě hodiny odpoledne.
- od 12 do 18 let má mládež navštěvovat školu latinskou, která by měla být v každém městě. Základem vzdělání je sedmero svobodných učení (gramatika, rétorika, dialektika, aritmetika, geometrie, astronomie a múzika), přírodní vědy, zeměpis, dějepis, matematika a jazyky jako latina a řečtina. Komenský ovšem doporučuje i jiný jazyk, aby se každý dorozuměl se svými sousedy (němčina).
- od 18 do 24 let slouží ke vzdělávání akademie, která by měla být v každé zemi. Jde o vysokou školu, kde by se studovalo bohosloví, práva nebo medicína. Důležité je i vzdělání náboženské a filozofické. Vysokou školu nazývá akademie, protože univerzity byly katolické, chtěl je tedy odlišit od protestantských.

Po ukončení vzdělávání by měl člověk cestovat. Zdůrazňoval ale, že vzdělávání nikdy nekončí, že je neustálé.
Poprvé definoval pojem školní rok, školní prázdniny a školní týden. Ve třídách by měli být žáci stejného věku a stejné úrovně znalostí. Pokud je ve třídě větší počet žáků, doporučuje pro učitele pomocníka (ve třídách bývalo 80 až 100 žáků). Každá třída by měla mít svou místnost pro výuku, každý žák by měl mít učebnice, učitelé by měli mít poznámky, jak s učebnicí pracovat.
Při výuce samé aplikoval Komenský tyto zásady:
- zásada názornosti – přímá žákova zkušenost
- zásada systematičnosti a soustavnosti – učivo by na sebe mělo navazovat, nejen v jednotlivých předmětech, ale i mezi nimi. Je třeba zajistit soustavný vzdělávací režim
- zásada aktivnosti – žáci by měli své poznatky získávat vlastní zkušeností, využívat je v praxi
- zásada trvalosti – je třeba soustavně učivo opakovat
- zásada přiměřenosti – učitel by měl vycházet z věkových a individuálních schopností dětí

Děti dělil podle nadání:
1. bystré, dělají radost
2. bystré, líné
3. bystré, vzpurné
4. s nedostatkem bystré mysli
5. s nedostatkem bystré mysli, líné
6. s nedostatkem bystré mysli, vzpurné

Rodiče a učitel mají být vhodným příkladem pro dítě a vést jej ke správné životosprávě. Doporučuje vhodnou stravu, střídání práce s odpočinkem, dostatek spánku (8 hodin) a péči o hygienu těla.

## Dílo

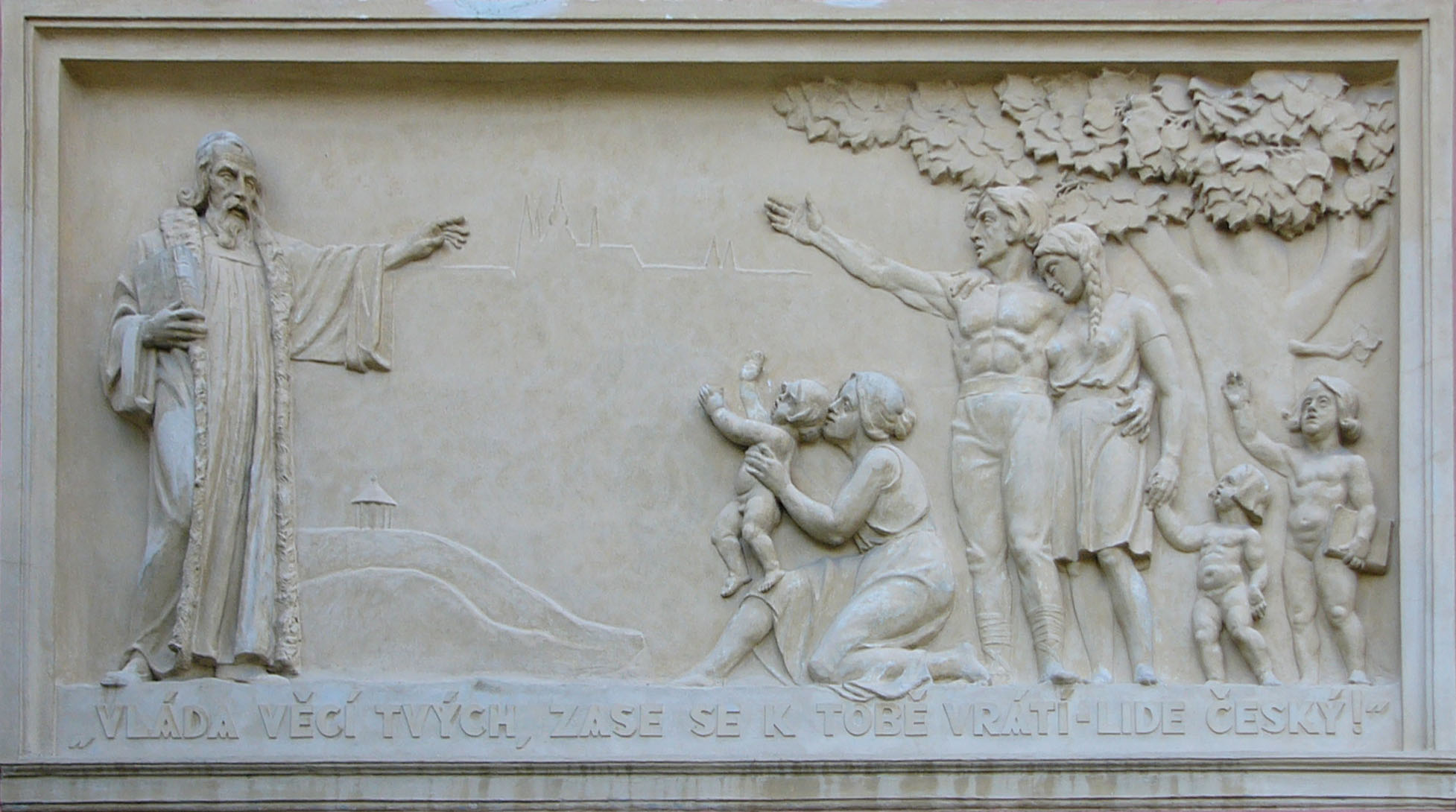
Reliéf na budově školy v obci Dolany

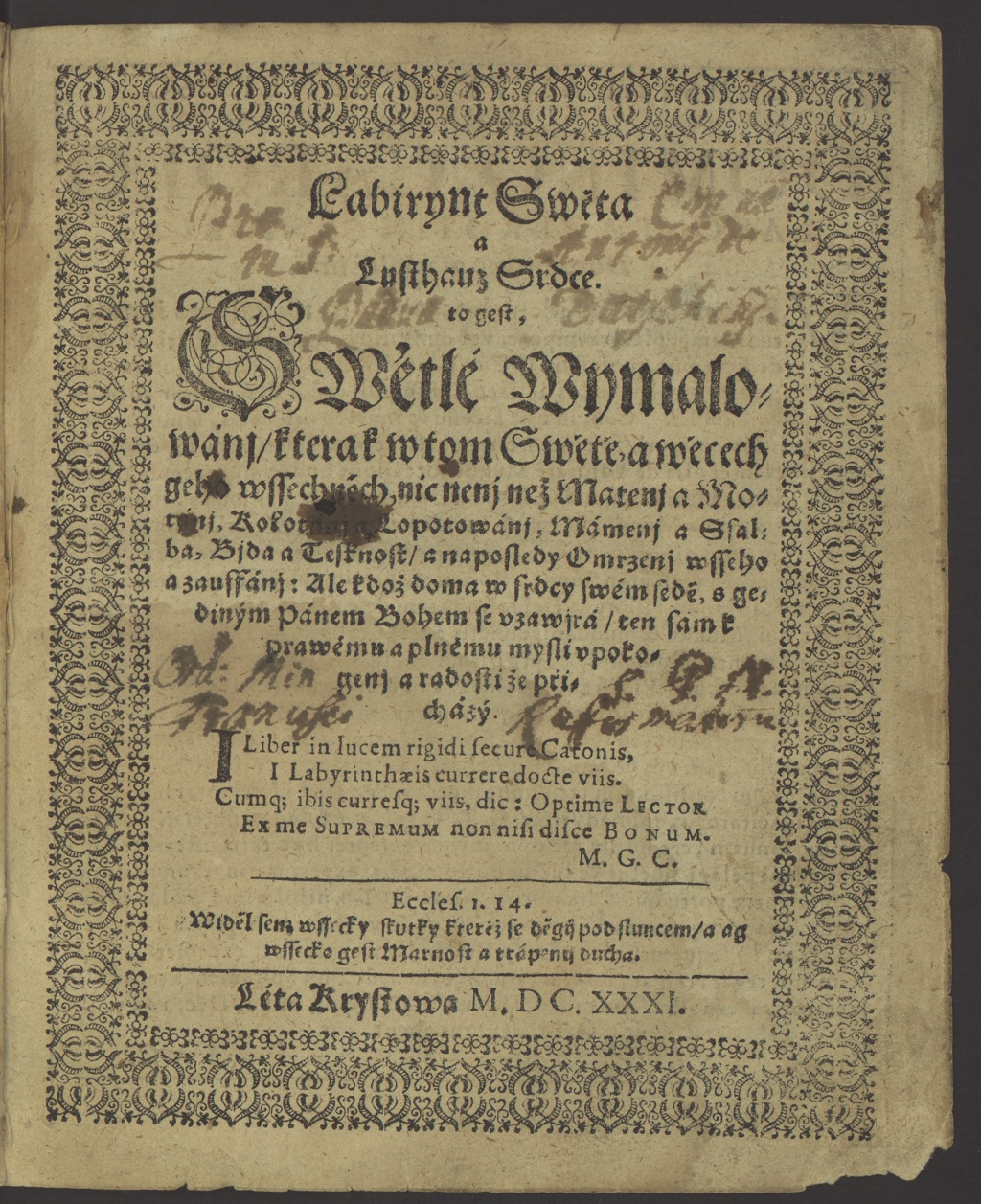
Titulní strana prvního vydání knihy Labyrint Swěta a Lusthauz Srdce, která vyšla pravděpodobně v saské Pirně roku 1631

Jan Amos Komenský vytvořil celou řadu spisů z mnoha oborů, psal především česky, latinsky a německy.

### Filozofie, teologie
Nejpodstatnější částí jeho díla jsou spisy teologické a filozofické, hluboce ovlivněné věroukou Jednoty bratrské. Tyto spisy jsou v mnohém autobiografické nebo jsou inspirovány událostmi z Komenského života. Hlavním dílem filozofickým je De rerum humanarum emendatione consultatio catholica (Obecná porada o nápravě věcí lidských).
Přestože nevytvořil žádný čistě beletristický spis, jeho díla mají pro svůj vytříbený jazyk mimořádnou literární hodnotu a patří k vrcholným dílům české literatury (zejména filozofická alegorie Labyrint světa a ráj srdce).
- Listové do nebe – Fiktivní dopisy chudých ke Kristu, stěžují si na bohaté. Kristus je utěšuje a kárá bohaté, všechny nabádá, aby zůstali poslušni božích zákonů. Toto dílo je výrazně ovlivněno myšlenkami Jednoty bratrské.
- Truchlivý – Zamyšlení nad rozporem rozumu a víry. Napsal je po smrti své první ženy a dětí.
- Via lucis (Cesta světla) – Zabývá se zde pansofií (vševědou). Byl toho názoru, že když u lidu zmizí nevědomost, války ustanou. Aby došlo k nápravě lidstva, vládnout by měl sbor mudrců. Pro lepší dorozumění mezi národy je třeba zavést novou řeč, které by všichni rozuměli. Latina je podle něj příliš těžká.
- Přemyšlování o dokonalosti křesťanské [27]
- Hlubina bezpečnosti – Čím více se člověk vzdaluje od Boha, tím větší je jeho beznaděj.[28]
- Kancionál – Sborník duchovních písní, české žalmy.[29]
- Kšaft umírající matky Jednoty bratrské – Vyjadřuje víru, že se odkazu Jednoty ujme český a moravský lid. Postava matky je symbolem Jednoty bratrské, která je odsouzena k zániku, ale matka ve své závěti odkazuje hlavní myšlenky příštím generacím. (kšaft = závěť).[30]
- Labyrint světa a ráj srdce – alegorický příběh. Vypravěč se ocitá v okrouhlém městě uprostřed nicoty, alegoricky představující svět. Jeho průvodci Všezvěd Všudybud a Mámení mu líčí krásy dobře jdoucího světa, poutník však vidí jen klam, marnost, faleš, bídu a smrt. Chce odtud utéci, ale nemá kam. Východisko ze zmatků tohoto světa nachází v otevření svého srdce, aby do něj mohl vstoupit Ježíš Kristus.[31]
- Pokračování v bratrském napomínání – Vlastní životopis.
- De rerum humanarum emendatione consultatio catholica (Obecná porada o nápravě věcí lidských) [32]
- Letzte Posaun Uber Deutschlandt, Amsterdam: Roy, 1663

### Lingvistika, bohemistika
- O poezii české – Snaha obrodit poezii znovuzavedením časoměrného verše, který sám užíval v překladech žalmů.
- Moudrost starých Čechů – Sbírka starých pořekadel a přísloví (asi 2000).
- Poklad jazyka českého – Podrobný slovník všech českých slov. Měla být vysvětlena i gramatika. Chtěl zachytit i nespisovná, nářeční a přejatá slova. Materiál sbíral celý život. Slovník se nedochoval, jelikož shořel v Lešně.
- Grammatica latina – latinsky, učebnice latiny
- Orbis pictus (Svět v obrazech) – původně učebnice latiny, později i jiných jazyků, mluví zde o člověkovi „homo ludens “, který rozvíjí své schopnosti pomocí hry. Komenský byl v Evropě prvním, který zásadu „Schola ludus“ (škola hrou) prosazoval, Schola ludus seu Encyclopaedia viva, hoc est Januae lingvarum praxis scenica, res omnes nomenclatura vestitas et vestiendas sensibus ad vivum repraesentandi artificium exhibens amoenum -  Škola jako hra neboli Živá encyklopedie, to jest Jevištní ztvárnění Dvéří jazyků, ukazující půvabnou zručnost předvádět smyslům podle živé skutečnosti všechny věci, jež jsou nebo mají být oděny do názvosloví.[33]

### Pedagogika, didaktika

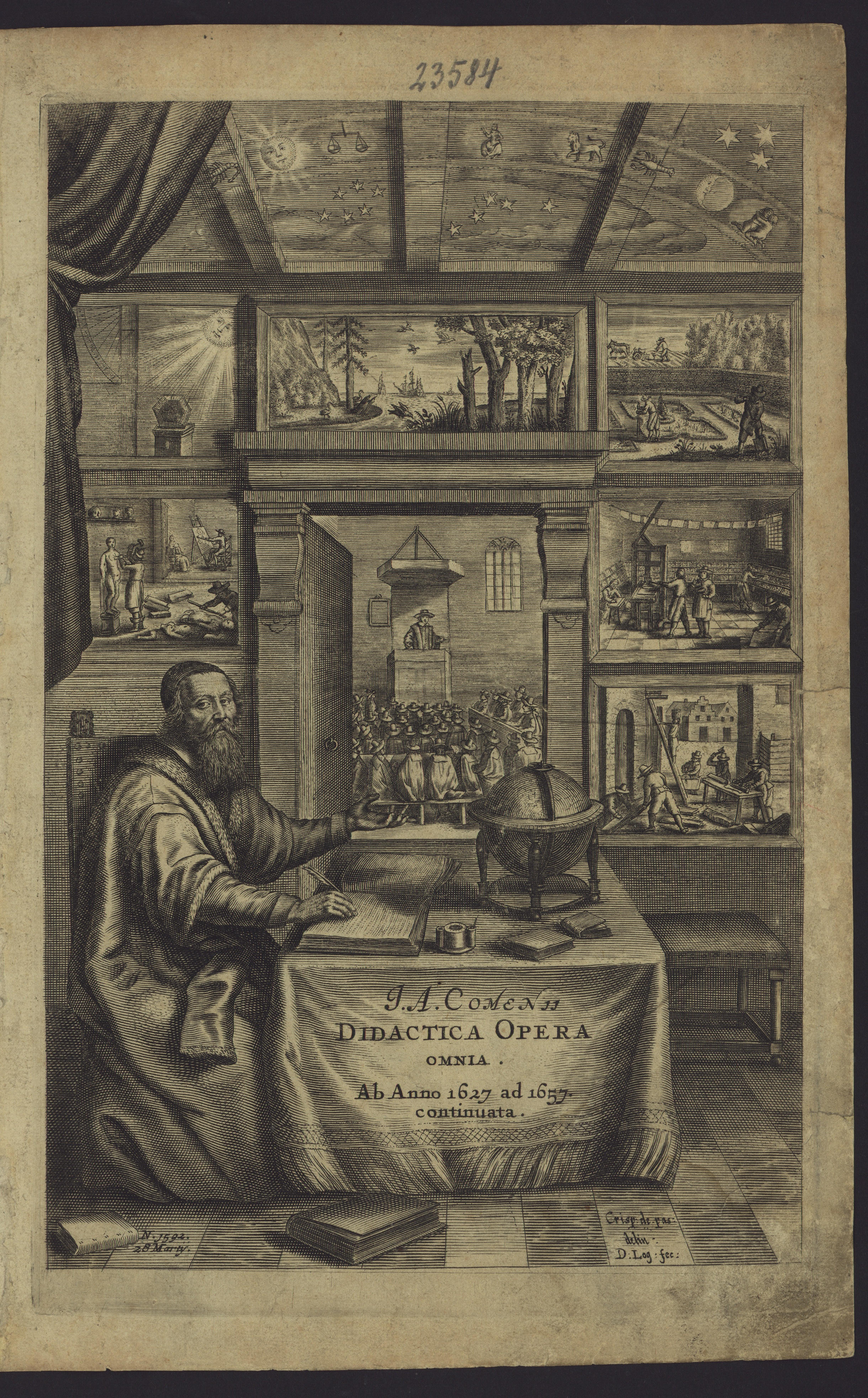
Mědirytinový předtitul sebraných didaktických spisů J. A. Komenského vydaných v Amsterdamu roku 1657

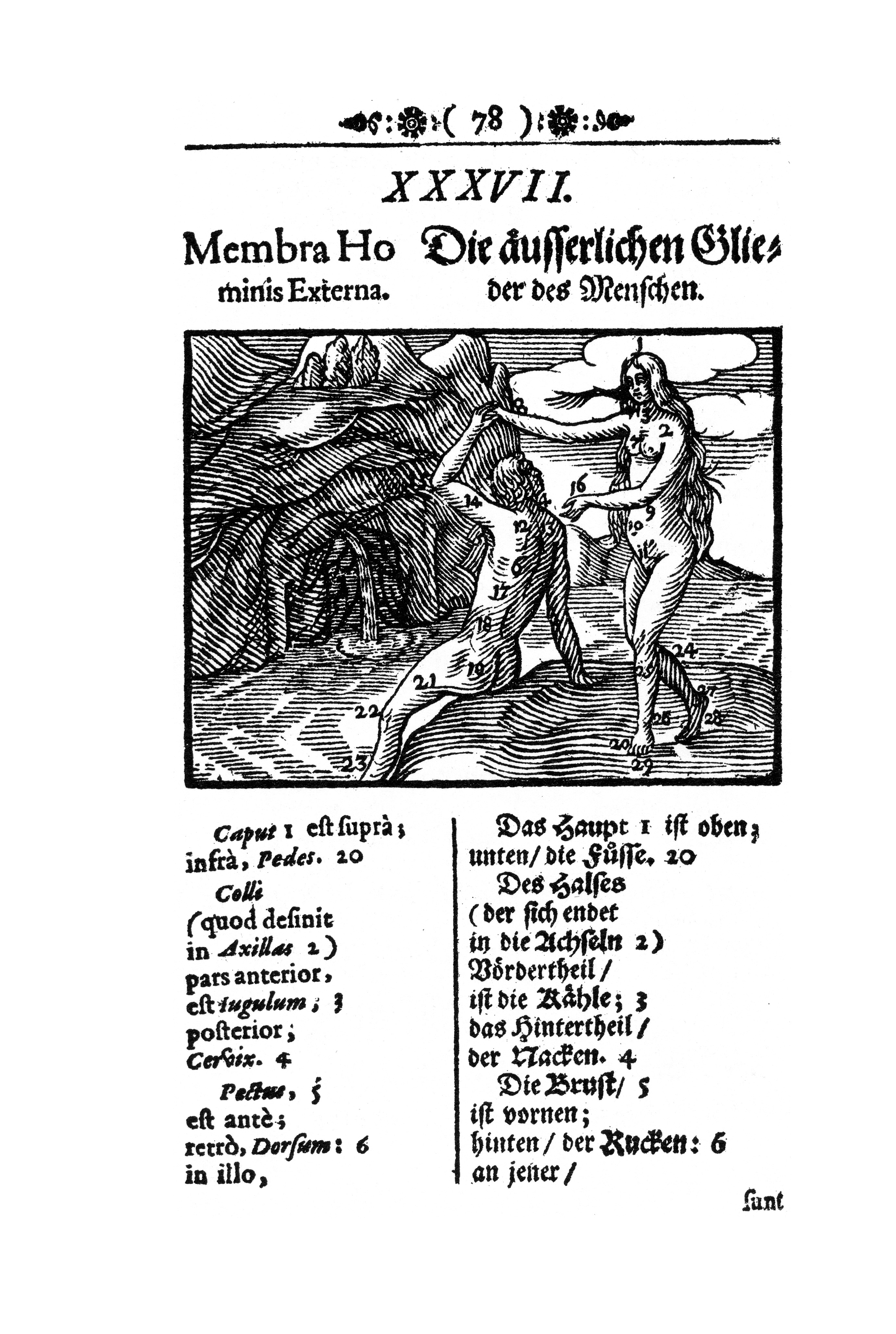
Orbis pictus, kapitola „Části lidského těla“, německo-latinský text

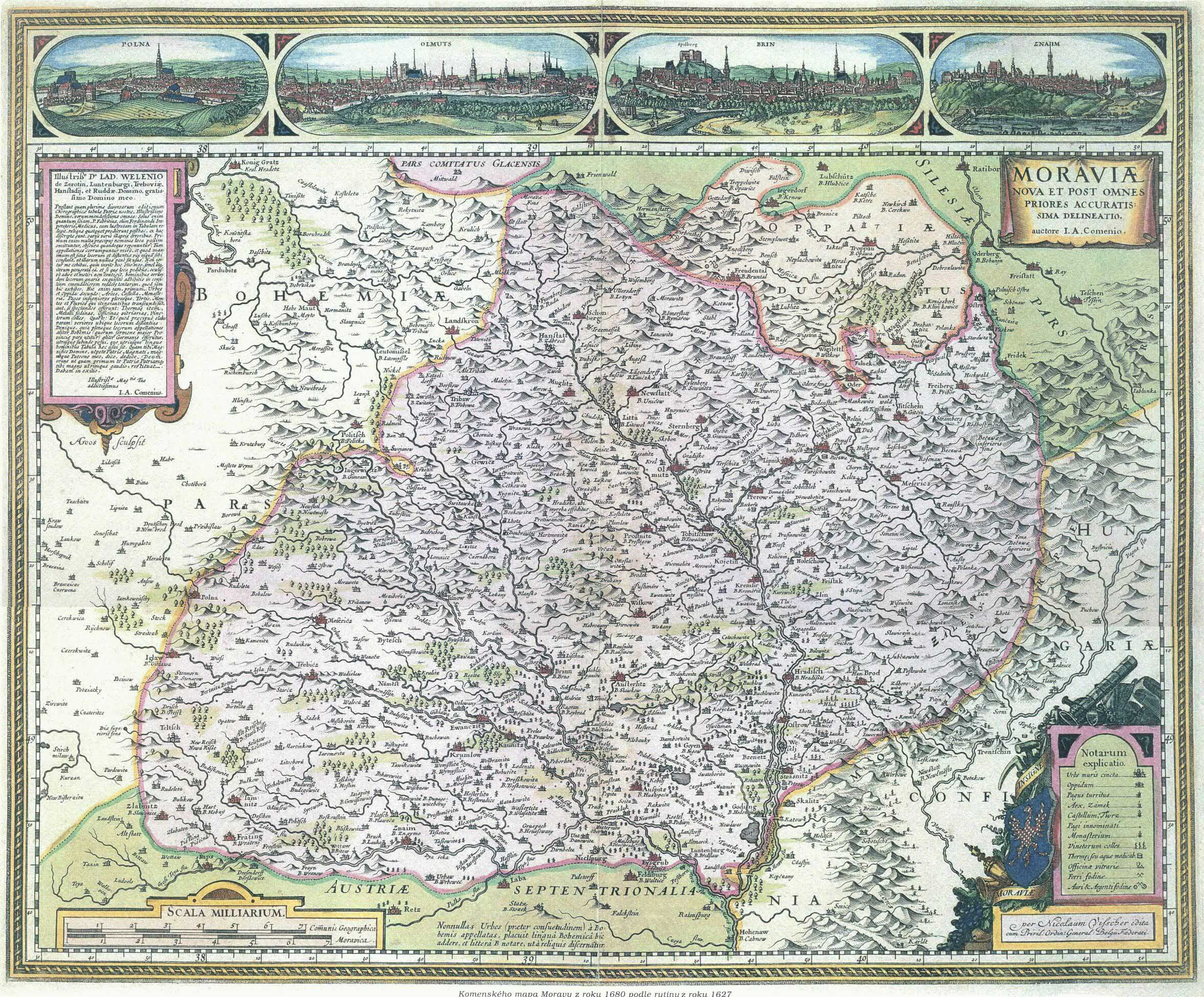
Komenského mapa Moravy, vydání z roku 1627

Další významnou částí jeho díla jsou spisy pedagogické, ve kterých v mnohém předběhl svou dobu. Nejúspěšnější z nich je názorná učebnice latiny a zároveň jakási encyklopedie, nazvaná Dvéře jazyků otevřené, která už za jeho života vyšla v mnoha vydáních a jazycích a byla používána i katolíky. Jeho hlavním dílem je ale Didactica magna (Velká didaktika), v níž shrnul své pedagogické názory formou traktátu. Jím navrhované učební metody ale přes úspěch některých děl nebyly za jeho života uplatněny.
Význam jeho díla spočívá v několika aspektech, pokračoval v práci svých předchůdců (Tomáš Štítný ze Štítného, Daniel Adam z Veleslavína, Jan Blahoslav). Vyzdvihl úlohu vzdělání, stanovil zásady vyučování (mnoho jich platí dodnes). Povznesl češtinu na vyšší úroveň, jeho dílo se stalo vyvrcholením myšlenkového vývoje celé starší české literatury. Na svoji dobu došel k poznatkům, které by bylo možno označit za revoluční. Jeho věhlas započal již za jeho života, ale teprve mnohem později byla část jeho myšlenek doceněna a realizována. Jeho díla vyšla v mnoha překladech a ovlivnila evropské myšlení. Jeho didaktické myšlenky převzali encyklopedisté a osvícenci.
- Didactica magna (latinsky Velká didaktika) – jedná se o spis o vyučovacích metodách.
Výchovu zde rozdělil do čtyř stupňů po šesti letech:
  1. do 6 let mateřská škola,
  2. do 12 let povinná školní docházka,
  3. do 18 let latinské školy, gymnázia,
  4. poté university.

Toto byl jeden z prvních projektů systematizace školství a na svou dobu byl velmi pokrokový.
- Didactica – tj. umění umělého vyučování.
Původně byla psána česky, vyšla latinsky. Stanovuje tu obecně platné vyučovací zásady:
  1. Učit se musí od mládí.
  2. Povinná školní docházka (chytří, hloupí, chudí, bohatí, …).
  3. Názorné vyučování.
  4. Nutnost určitého stupně vzdělání, horlivost.
  5. Přiměřenost látky k věku.
  6. Vše převádět do praxe.
  7. Vyučovat od jednoduššího ke složitějšímu.
  8. Nutnost stálého opakování.
  9. Žák má být současně učitelem.
  10. Vyučování má být zábavné.

Tyto zásady byly skutečně průlomové až revoluční. Bojuje zde proti mechanickému učení, tvrdí, že vzdělání má být zdarma.[34]
- Informatorium školy mateřské – rady matkám k výchově dětí před školou.[35]
- Dvéře jazyků otevřené – latinsky, pojednání o důležitosti jazyků a jak se jim učit.[36]
- Nejnovější metoda jazyků – teorie jazykového vyučování.
- Škola na jevišti – pedagogické školské drama.
- De studii pansophici impedimentis. Dostupné online
- Schola Pansophica (1650) – navrhuje mimo jiné, aby žáci latinské školy alespoň jednu hodinu týdně četli současné noviny; zavedl tedy jako první média do výuky.
- Theatrum universitatis rerum (Divadlo světa) – spis o důležitosti vzdělání (latinsky).
- Navržení krátké o obnovení škol v Království Českém – návrh školské reformy
- Analytická didaktika[37] – analyticky, krok za krokem, vysvětleny základy pedagogické didaktiky. Komenský pečlivě dodržuje, aby jeden bod navazoval na druhý, aby své poučky dokazoval jednu z druhé. U nás vyšlo jedno vydání po válce v roce 1947 a nyní poslední v roce 2004.

### Písňová tvorba
Komenský psal texty duchovních písní, upravoval staré bratrské písně, překládal z němčiny a polštiny. Svými písněmi výrazně přispěl do jím uspořádaného kancionálu, který pod názvem Kancyonál To jest Kniha Žalmů a Písní Duchowních vydal Krystof Kunrád v Amsterdamu v roce 1659. Ke Komenského nejznámějším písním patří Studně nepřevážená, Moudrosti poklad z nebe (z německé písně) či Ó Králi věků důstojný.

### Korespondence, deníky
Dále se zachovala jeho korespondence s přáteli, vědci, státníky. Kromě toho si vedl deníky, které se z části dochovaly.

## Komeniologie
Vědní obor, zabývající se Komenského životem a dílem, se nazývá komeniologie, odborník na tuto problematiku komeniolog, spisy samotné se označují jako komeniana. Nemalá část Komenského díla byla od roku 1969 vydána v kritické edici nakladatelství Academia Dílo Jana Amose Komenského (běžně užívaná zkratka DJAK), která navazuje na starší ediční projekt Veškeré spisy Jana Amose Komenského (zkratka VSJAK).
Počátky systematické komeniologie jsou spojovány s postavou Jána Kvačaly (1862–1934), slovenského pedagoga, osvětového pracovníka, církevního historika a evangelického kněze. Zásluhou komeniologa Františka Slaměníka vzniklo již v roce 1888 Muzeum Komenského v Přerově. K významným českým komenioložkám patřila Dagmar Čapková (1925–2016), historička pedagogiky a bohemistka.

### Sbírka starých komenian vMoravské zemské knihovně

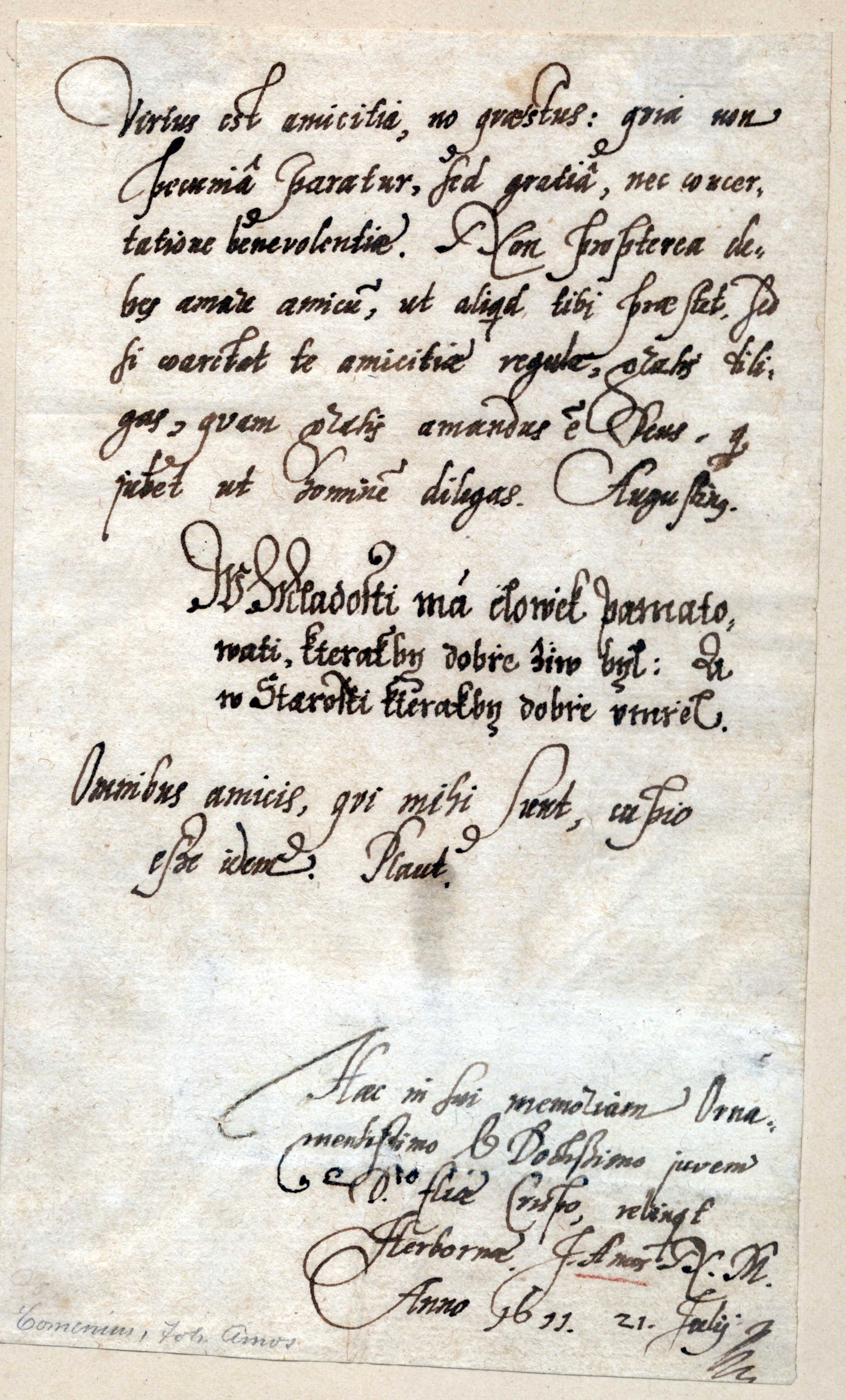
Nejstarší dochovaný rukopis J. A. Komenského z roku 1611. Část textu česky: V mladosti má člověk pamatovati, kterak by dobře živ byl, a v starosti kterak by dobře umřel.

Moravská zemská knihovna vlastní bohatý fond starých komenian – knih Jana Amose Komenského vydaných do roku 1800. Sbírka byla založena na začátku 20. století z vlastního fondu knihovny a postupně doplňována koupěmi z českých i zahraničních antikvariátů. Několik exemplářů je součástí původní Pedagogické knihovny (lokace STPK) a uzavřených sbírek (zámecké a školní knihovny). Podle Jaroslava Vobra tvoří fond komenian asi 40 % z celkového počtu známých děl J. A. Komenského dochovaných na území tehdejšího Československa.
Sbírka obsahuje mimo jiné 16 českých unikátů (tj. exemplářů, které se nenacházejí v jiných fondech ČR), mezi nimiž jsou i české knihy (např. Přemyšlování o duchovní radosti věrných a pravých křesťanů vyd. v Amsterdamu roku 1662), a také nejstarší dochovaný Komenského rukopis. Jedná se o zlomek z památníku Eliáše Crispa, přítele a spolužáka J. A. Komenského z doby studia na herbornské akademii v Nasavsku. Zlomek obsahuje český a latinský citát datovaný 21. července 1611 s vlastnoručním podpisem autora.
Sbírka byla zdigitalizována a je přístupná v digitální knihovně Moravské zemské knihovny.

## Umělecká díla na téma Jan Amos Komenský
Komenský je také tématem umění.
- Busta Jana Amose Komenského (Vladislav Gajda) - Ostrava-Poruba.
- Obelisk Via Lucis od Ivana Theimera v Uherském Brodě z r. 1992.

- Život Jana Amose Komenského zachycují filmy:
  - Světlo z temnot (1980, režie Jiří Bělka, v hlavní roli Zdeněk Řehoř),
  - Putování Jana Amose (1983, režie Otakar Vávra, v hlavní roli Ladislav Chudík),
  - Bude-li mi jíti přes údolí stínu smrti… (1991, režie Michael Tarant, v hlavní roli Miroslav Etzler),
  - Jako letní sníh (2021, režie Lubomír Hlavsa, v hlavní roli Alois Švehlík jako Komenský ve starším věku a David Švehlík jako Komenský v mladším věku).
- Komenský (2023) - operu na libreto Tomáše Jarkovského složil Jan Jirásek.[42]